# Crypturellus tataupa
El tataupá común, inambú tapaupá, yuto tapaupá o tinamú tapaupá (Crypturellus tataupa) es una especie de ave de la familia Tinamidae. Habita en el bosque seco y en las regiones tropicales y subtropicales del sudeste de Sudamérica.

## Etimología
Crypturellus está formado por tres palabras latinas o griegas. Kruptos significa "cubierto" o "escondido", oura "cola" y ellus "diminutivo". Por lo tanto, Crypturellus quiere decir "pequeña cola escondida".
En cuanto a su nombre común, tataupá en guaraní significa "fuego apagado", debido al tono grisáceo, ceniciento, de su plumaje.

## Taxonomía
Todos los tataupá pertenecen a la familia de los tinámidos, y en una clasificación más amplia, también a la de los ratites. A diferencia de otros ratites, los tinámidos pueden volar, aunque en general no se destacan por su vuelo. Todos los ratites han evolucionado desde su antigua condición de aves voladoras prehistóricas, y los timénidos son los parientes vivos más cercanos de dichos pájaros.

### Subespecies
El tataupá común tiene cuatro subespecies:
- C. tataupa tataupa, que habita el este de Bolivia, el sur de Brasil y el norte de Argentina y Paraguay.[4]
- C. tataupa inops, el cual puede encontrarse en el noroeste de Perú, en el valle del río Marañón.[4] También existen ejemplares en el sur de Ecuador.[1]
- C. tataupa peruvianus, el cual vive en el oeste de Perú, en el valle del Chanchamayo.[4]
- C. tataupa lepidotus, que habita el norte de Brasil: Bahía, Ceará, Piauí, Pernambuco y Maranhão.[4]

## Descripción
El tataupá común mide aproximadamente veinticinco centímetros de largo. Su parte superior es de color marrón oscuro, con una corona del mismo color y un cuello gris pálido. Los lados de su cabeza y el pecho presentan un tono grisáceo más oscuro, vetado de amarillo amarronado. Su pico y patas son de color rojo purpúreo.

## Comportamiento
Al igual que otros timénidos, el tataupá común come fruta caída al suelo o arbustos bajos. También comen pequeñas cantidades de invertebrados, pétalos de flores, hojas caídas, semillas y raíces. El macho incuba los huevos, los cuales deben provenir de cuatro hembras diferentes, y los crían hasta que están listos para valerse por sí mismos, algo que tarda entre dos y tres semanas. El nido se ubica sobre la tierra en medio de arbustos densos o entre raíces crecidas.

## Hábitat y localización
Esta ave prefiere el bosque seco a mil cuatrocientos metros de altura sobre el nivel del mar. También puede encontrárselo en bosques más bajos o parcialmente talados. Es propia del noreste de Brasil, el este de Bolivia, el norte de Argentina, todo Paraguay y el oeste de Perú, todos países sudamericanos. También se lo ha avistado al sur de Ecuador.

## Conservación
El IUCN ha clasificado al tataupá común como un animal que no está en peligro de extinción, con una localización que abarca 4.900.000 kilómetros cuadrados.

## En la cultura
El tataupá es citado en la canción de Aníbal Sampayo "Ky chororo": "Tataupá, ky chororo, ky chororo, ky chororo".